# Wadi Al Qor
El Wadi Al Qor o Wadi Qor (en árabe: وادي القور‎, romanizado: Wādī Al Qor), es un valle o río seco, con caudal efímero o intermitente, que fluye casi exclusivamente durante la temporada de lluvias, situado al norte de Omán (Gobernación de Al Batinah Norte) y al noreste de los Emiratos Árabes Unidos (Emirato de Ras al-Jaima), en la parte oriental de la divisoria de aguas que delimita las cuencas que vierten hacia el Golfo de Omán, y las que vierten hacia el Golfo Pérsico y llanuras aluviales interiores.
El wadi nace de múltiples barrancos y torrenteras de la vertiente oriental del Jabal Jima (660 m s. n. m.) y de la vertiente norte del Jabal Bu Faraj (913 m s. n. m.), ambos situados en la divisoria de aguas y límite territorial entre Emiratos Árabes Unidos y Omán, y forma su propia cuenca hidrográfica que tiene una superficie aproximada de 303 kilómetros cuadrados. Cuenta con numerosos afluentes, entre los que destaca por su longitud y potencial caudal el Wadi Al Munay / Wadi Munay`i, que drena buena parte de la zona norte de la cuenca.
A lo largo de su curso, el Wadi Al Qor pasa, entre otros, por los pueblos de Al Qor, Huwaylat, Al Fashqah / Fashrah, Rafaq y Al Nasla (en Emiratos), y Aswad (en Omán).
Excepto en su curso alto, el Wadi Al Qor tiene escasa pendiente, y en algunos lugares es tan suave que provoca la acumulación de agua tanto superficial como subterránea, como ocurre en Huwaylat, aumentando con ello la posibilidad de mineralización de las aguas subterráneas.
Al tránsito a través de una parte del Wadi Al Qor fue utilizado históricamente como importante ruta comercial y una de las rutas más antiguas de caravanas, para comunicar la costa del Golfo de Omán (Al Mirayr y otras poblaciones) con las zonas desérticas del interior (Al Dhaid). Su importancia como paso a través de las montañas Al Hayar quedó eclipsada por la construcción de la carretera asfaltada de Hatta (Dubái) a la costa de Batinah (Omán).

## Presas y embalses
Como la mayoría de los wadis de Emiratos Árabes Unidos y Omán, el Wadi Al Qor, es propenso a sufrir fuertes inundaciones.
Para prevenir el peligro de inundaciones repentinas y aumentar el potencial de recarga de aguas subterráneas, se construyó en 2002, en el cauce del Wadi al-Qor, 3,5 kilómetros antes del pueblo de Huwaylat, en territorio de Emiratos Árabes Unidos, una presa de 5,7 metros de altura, con un embalse de 0,2025 km² y capacidad de 0,584 millones de metros cúbicos, denominada Al Qor Dam (coordenadas: 24°54′17″N, 56°9′12″E).

## Hallazgos arqueológicos
El wadi contiene varias tumbas de la era Umm Al Nar  y ha sido una rica fuente de hallazgos arqueológicos.
Hay un fuerte de la Edad del Hierro en el pueblo de Rafaq, y se ha restaurado un fuerte de la época islámica en el pueblo de Al Nasla.
Una serie de torres de vigilancia se encuentran en las riberas del wadi, a lo largo de su curso.

## Toponimia
Nombres alternativos: 	Wādī Al Qor, Wadi Qor, Wādī Qor, Wādī al Qūr, Wādī al Qawr, Wadi Quor, Wadi Al Qour, Wādī Khawr, Wadi Khor, Wadi Al Qor, Wadi al-Qawr, Wadi Qowr, Wadi Gour.
Los nombres del Wadi Al Qor y sus afluentes, quedaron registrados en la documentación y mapas elaborados entre 1950 y 1960 por el arabista, cartógrafo, militar y diplomático británico Julian F. Walker, durante los trabajos efectuados para el establecimiento de fronteras entre los entonces denominados Estados de la Tregua, completados posteriormente por el Ministerio de Defensa del Reino Unido, en mapas a escala 1:100.000 publicados en 1971.
En el Atlas Nacional de Emiratos Árabes Unidos consta con la grafía Wādī Al Qor (en árabe: وادي القور‎) .

## Población
Toda el área próxima al Wadi Al Qor estuvo ocupada principalmente por las zonas tribales Dahaminah, Washahat y Bani Kaab, así como algunos Maharzah.

## Galería

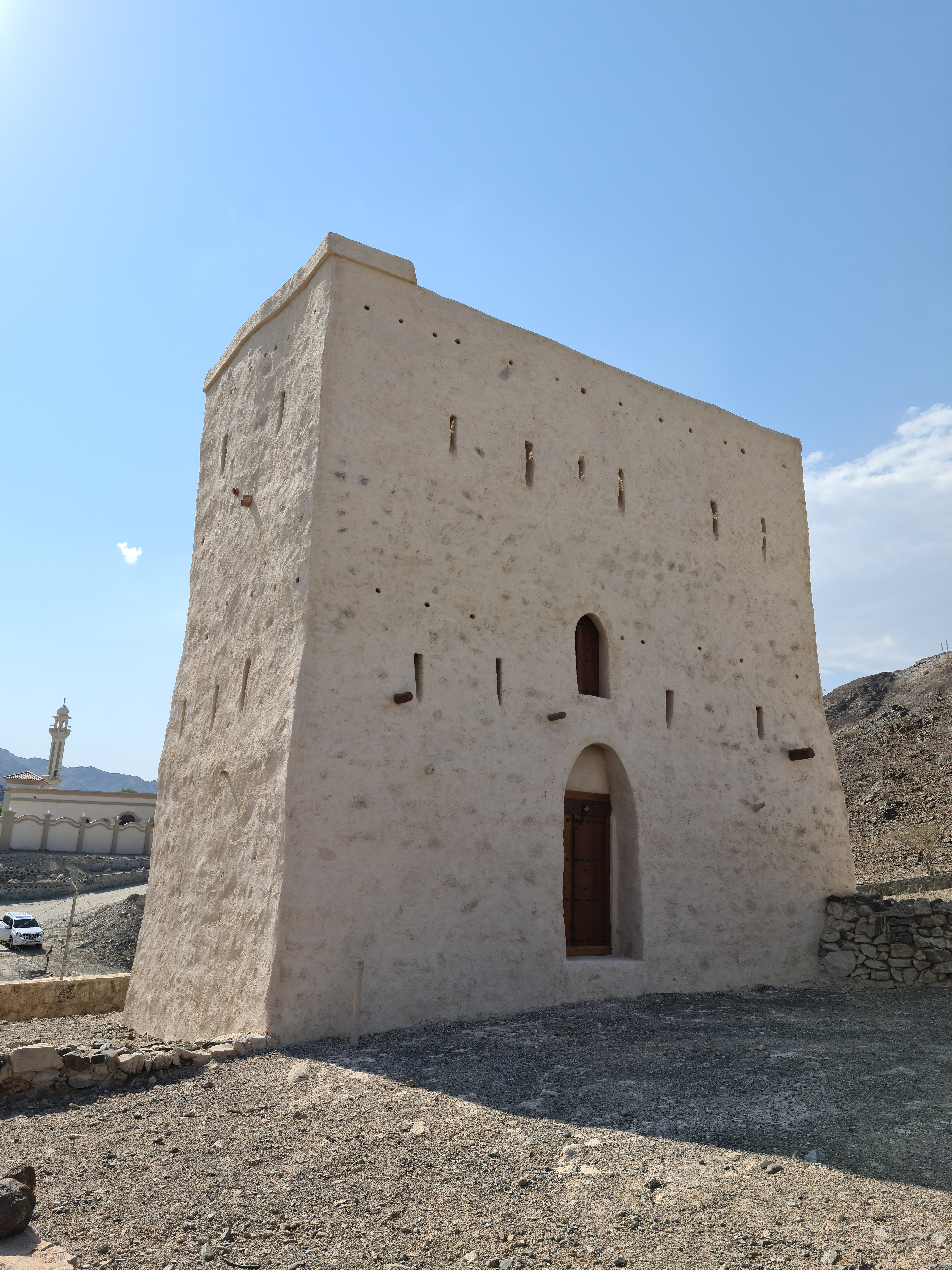
El fuerte Al Nasla en el Wadi Al Qor, construido probablemente en el siglo XIX.
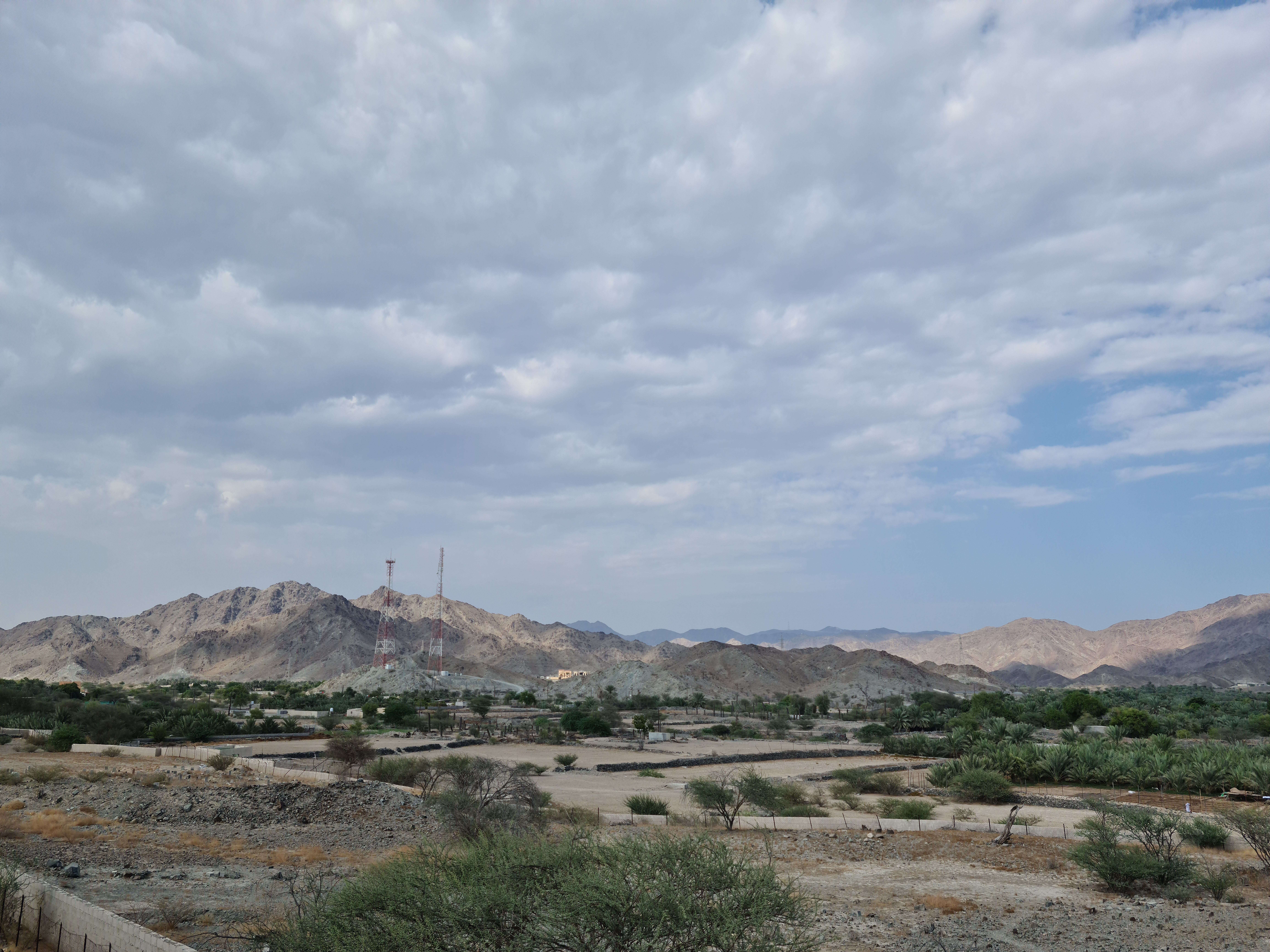
Vista del Wadi Al Qor desde el norte, en Huwailat
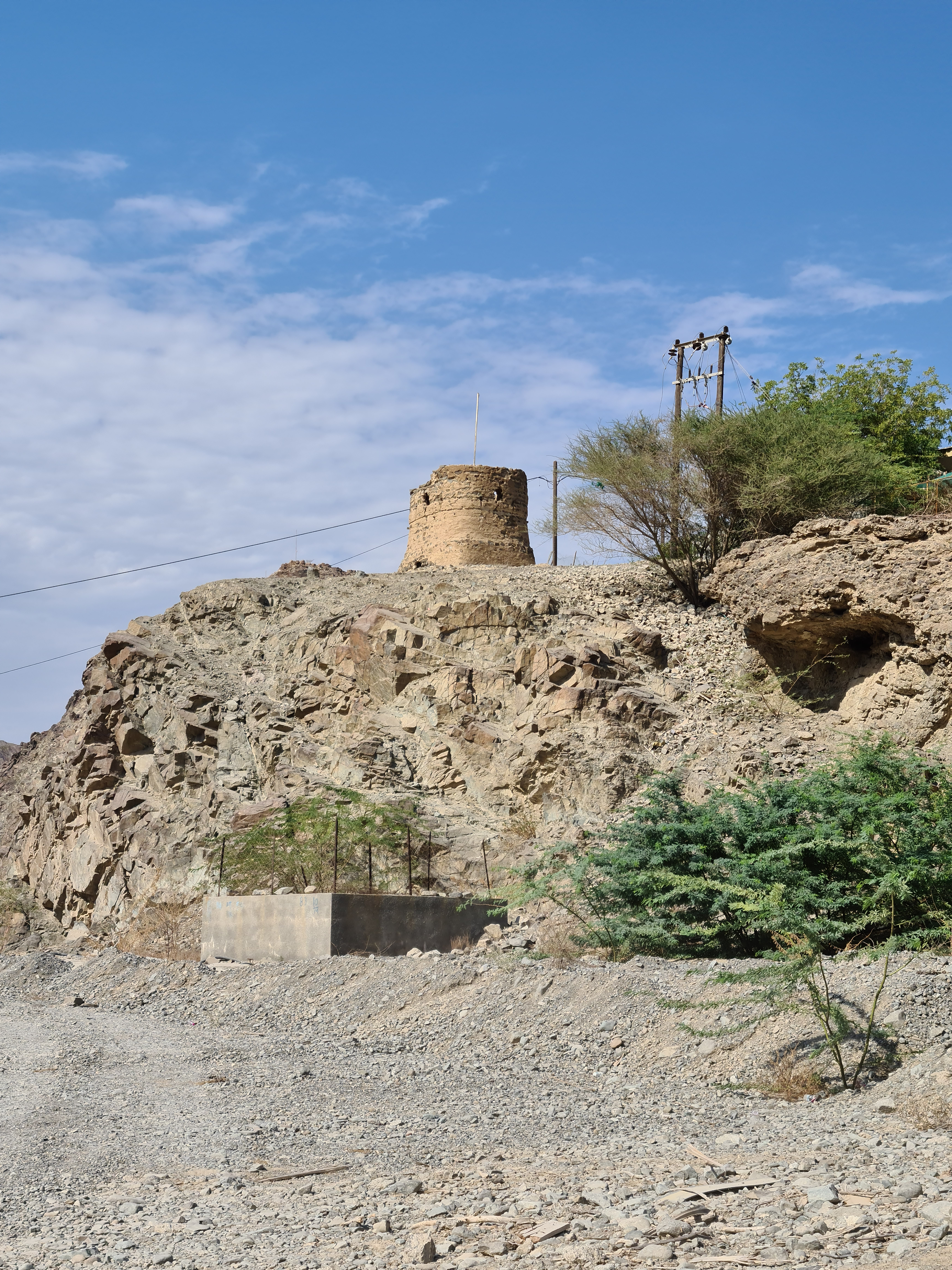
Torres de vigilancia (la mayoría en ruinas), en el curso del Wadi Al Qor